# Врани До
Врани До (алб. Vranidoll) је насељено место у граду Приштини, на Косову и Метохији. Према попис из 2024. у насељу је живело 991 становника.

## Становништво
Према попису из 2011. године, Врани До има следећи етнички састав становништва:
| Националност | 2011.          |
| Албанци      | 1.051 (99,81%) |
| Бошњаци      | 1 (0,095%)     |
| Египћани     | 1 (0,095%)     |
| Укупно       | 1.053          |

| Демографија | Демографија | Демографија |
| Година      | Становника  | Становника  |
| ----------- | ----------- | ----------- |
| 1948.       | 331         |             |
| 1953.       | 422         |             |
| 1961.       | 527         |             |
| 1971.       | 639         |             |
| 1981.       | 820         |             |
| 1991.       | 901         |             |
| 2011.       | 1.053       |             |